# Hologerrhum
Hologerrhum is een geslacht van slangen uit de familie Cyclocoridae.

## Naam en indeling
De wetenschappelijke naam van de groep werd voor het eerst voorgesteld door Albert Günther in 1858. Er zijn twee soorten, inclusief de in 2001 beschreven soort Hologerrhum dermali.

### Soorten
Het geslacht omvat de volgende soorten, met de auteur en het verspreidingsgebied.
| Naam                    | Auteur                               | Verspreidingsgebied         | Beschermingsstatus |
| ----------------------- | ------------------------------------ | --------------------------- | ------------------ |
| Hologerrhum dermali     | Brown, Leviton, Ferner & Sison, 2001 | Filipijnen (Panay)          |                    |
| Hologerrhum philippinum | Günther, 1858                        | Filipijnen (Luzon, Polillo) |                    |

## Verspreiding en habitat
De soorten komen voor in delen van Azië en zijn endemisch op de Filipijnen. De slangen worden aangetroffen op de eilanden Panay, Luzon en Polillo. De habitat bestaat uit vochtige tropische en subtropische bossen, zowel in laaglanden als in bergstreken.

## Beschermingsstatus
Door de internationale natuurbeschermingsorganisatie IUCN is aan beide soorten een beschermingsstatus toegewezen. Een soort wordt beschouwd als 'veilig' (Least Concern of LC) en een soort als 'bedreigd' (Endangered of EN).